# ホームセンターてんこ
『ホームセンターてんこ』は、とだ勝之による日本の漫画作品。女子高生を主人公としたDIY漫画。

## 内容
講談社の月刊少年マガジン増刊『マガジンGREAT』（途中から『マガジンイーノ』に誌名変更）2007年5月号から2010年11月号まで連載されていた。単行本は全5巻。引っ越しで、九州から関東へ来た女子高生・井本典子（通称てんこ）のDIYライフを描いた作品。町のホームセンターの店員・天堂巧作と知り合ったことをきっかけにてんこがMyドリルを購入し、DIYにのめりこんでいく過程が描かれている。連載開始時高校一年生だったてんこはその後工作部を立ち上げその部長となり、その発想と技術を生かして学校内でも大活躍。その過程で、読者はDIYの基礎的な知識も得ることができる。題材は木工のみにとどまらず、溶接、陶芸、アクセサリーや小物作りといったものから、煉瓦とモルタルを用いたバーベキュー用の竈、アーク溶接など、広範に及んでいる。

## 登場人物
井本 典子（いもと のりこ）
主人公。15歳（登場時年齢）。東京都立栗八高校1年→3年。家族や周囲の人物からは「典」を音読みし「てんこ」、巧作や木反からは「いもてん（ちゃん）」と呼ばれる。
東京で就職する姉を心配する巌の頼みで、高校進学を機に一緒に福岡から上京し都立高校に入学。部屋の家具選びをきっかけに出会った巧作に影響され、DIYの楽しさに目覚める。2年からは工作部の部長。「ホームセンターTENCO」では半ば押し掛けでアルバイト中。

### 井本家
井本 香子（いもと きょうこ）
典子の姉。百貨店「西賦（さいふ）デパート」の店員。就職のため上京し、典子と二人暮らし。
井本 巌（いもと いわお）
香子、典子の父。警察官（福岡県警部補、所属は不明）。48歳（登場時年齢）。娘たち（特に香子）を溺愛しており、香子の東京での一人暮らしを心配し典子も東京の高校に入学させ、二人暮しをさせた。財布好きで、気に入った物があると頻繁に買い替える癖がある。
井本 （いもと ）
香子、典子の母。名前不明。巌との初デートの時にプレゼントされた財布を大事に使い続けており、前述の通り頻繁に財布を買い替える巌と喧嘩になった。

### ホームセンターTENCO関係
「ホームセンターTENCO（テンコー）」は典子たちが住む街の商店街にあるホームセンター。「TENCO」は巧三郎の苗字と名前から一字ずつ取った「天巧」からか（実際に個人経営の金物店などには見られる命名由来）。ホームセンターとして一般的なチェーン店の大型店舗ではなく、街の金物店がDIY用品などに特化した形の個人経営店。旧来からの金物店の業務範疇である大工など職人相手の建築資材や工具も扱い、木工家具の注文製作にも応じる。本来巧三郎と巧作で充分人手が足りる規模。
天堂 巧作（てんどう こうさく）
「ホームセンターTENCO」店長代理（実質自称）。井本姉妹などからは通称「テンコーさん」と呼ばれる。祖父・巧三郎の後を継ぐべく高校を中退し「TENCO」で働いている。栗八高校では工作部部長だったが、中退後てんこが再開するまで休止状態となっていた。両親は不在のようだが、生死を含めて作中では一切の描写が無い。
天堂 巧三郎（てんどう こうざぶろう）
「ホームセンターTENCO」店長。見た目は好々爺風だが周辺の大工には伝説の職人として知られる人物。現職警察官である巌を不審者と間違えた時には軽々と組み伏せるなど、腕っ節の強さは健在。
木反 一錦（きぞり かずき）
巧作の中学時代からの悪友。「TENCO」の客で、工務店「猪泰組」に勤める大工。「木反」から通称「板っち」。
辻川 結希（つじかわ ゆうき）
巧作の高校時代からの友人。「TENCO」でのバイト経験があり、DIYのための工具は一通り持っている。

### 栗八高校関係
東京都立栗八（くりはち）高等学校は、典子たちが通う架空の都立普通科高校。「八」を英語読みすると「クリエイト」と読めるが、語源については筆者からの公式なコメントは無い。
海老沢 杏（えびさわ あん）
てんこの東京で最初の友人。栗八高校1年→3年。通称「エビアン」。2年から再開された工作部では、文化祭後に1年生が入部するまで唯一の部員だった。
坂下 貴久子（さかした きくこ）
てんこの友人。栗八高校1年→3年。演劇部所属。
鈴木 朋美（すずき ともみ）
てんこの友人。栗八高校1年→3年。
美島 歌穂（みしま かほ）
てんこの同級生。栗八高校1年→3年。家業は老舗の料亭「み嶌」を経営し、いわゆるお嬢様タイプだが悪い人物ではない。
菊川 まどか（きくかわ -）
てんこの同級生。栗八高校1年→3年。美島とは幼馴染みで、その性格ゆえ友人の少ない美島をよく理解し、友達付き合いを続けている。
黒鉄 まひろ（くろがね -）
英語教諭。24歳（登場時年齢）。黒髪のセミロングヘアの眼鏡美人で、生徒からは「アイアンティーチャー」と恐れられつつも一部の生徒にはそのクールさが人気の教師だが、プライベートでは可愛いもの好きの一面があり、てんこにその弱みを握られたところから工作部顧問に。但し本人は不器用。外観的特徴が菊川と酷似している。
片桐 豪馬（かたぎり ごうま）
体育科教諭。生徒の間では「鬼の片桐」から「オニギリ」と呼ばれ恐れられる。巧作の在学時から栗八高校に在職しており、何かと因縁がある。
以下の4名はてんこ2年次の文化祭エピソード後に工作部に入部した当時1年生。後述の通り本格的に登場させる前に連載終了が決定した為、基本的にはとだが出した同人誌「ホームセンターてんこ EX」のみに登場するが、茂田と保守は最終話本編にも登場している。また、この4名に限り電動工具メーカーに命名由来があるようだが、とだ本人の公式なコメントはない。
音 巧希（おと こうき）
唯一の男子部員。
茂田 マキ（しげた まき）

渕羽田 陵美（ふちうだ りょうび）

保守 小鳩（やすもり こばと）

## ホームセンターてんこ増刷騒動
本作は、売上が伸び悩んだことにより、2010年2月に打ち切り宣告がなされた。
2010年4月にとだ自身がTBSラジオの番組『小島慶子 キラ☆キラ』に漫画の新刊を買って欲しいという投稿をし、これが番組で紹介された後、売上に変化が現れ始めた。
この後日本の匿名掲示板2ちゃんねるにおいて話題となり、またこれがネットニュースなどで取り上げられ、てんこの売上は上昇していった。Amazonでしばらく品切れ状態となったため、とだは増刷を期待して編集部に電話をしたが、この時点での回答は「この盛り上がりはあくまでネット上だけのものであり、また市場に残った売れ残りが全部売れない限りは増刷はしない」というものだった。
とだはDIY関係企業や個人の展示会「JAPAN DIY HOMECENTER SHOW 2010」に「ホームセンターてんこ」のブースで出展し、HPでのアフィリエイトの売上を元手に制作した同人誌「ホームセンターてんこEX.」を販売し、ファンと交流した。
これら反響の結果、「今回の騒動が非常に興味深い」ということで本来は増刷されるケースではないのにもかかわらず、てんこ1-4巻それぞれ1500部の増刷が決定、一連の経緯をとだ自身が漫画化し、ネット上に公開した。

## 同人誌　ホームセンターてんこEX.
前述の同人誌以降2014年までに全4冊が刊行された。
基本的には本編の番外編的漫画で構成されているが、「Ex.2」以降は企業とコラボレーションした漫画をメインとしている。
- 「Ex.2」株式会社キャステム（広島県福山市の金属加工会社）
- 「Ex.3」ドレメルのルーター「TRIO」
- 「Ex.4」ゴッドハンド株式会社「アルティメットニッパー編」

表紙を含めてアルティメットニッパーイメージキャラクターのセリーヌ・P・ニッパーヌ（ニパ子）も当時の広報担当社員のアバターとして出演している。なお、本作はp8にて誤植をネタにしたお詫び漫画1頁も同梱される。また、とだはこの関係で「Project NIPAKO」製品「アルティメットイーグル F-15GH」のパッケージアート内にもニパ子イラストが掲載されているが、クレジットは「©Project NIPAKO」だけとなっている。